# Баршакум
Баршакум (каз. Баршақұм) — село в Байганинском районе Актюбинской области Казахстана. Входит в состав Сарытогайского сельского округа. Код КАТО — 153651200.

## Население
В 1999 году население села составляло 400 человек (204 мужчины и 196 женщин). По данным переписи 2009 года, в селе проживало 260 человек (131 мужчина и 129 женщин).